# Steve Coppell
Stephen James Coppell (Liverpool, 1955. július 8. –) angol válogatott labdarúgó, edző.

## Pályafutása

### Klubcsapatban
Pályafutását a Tranmere Rovers csapatában kezdte 1973-ban. 38 mérkőzésen lépett pályára és 13 alkalommal volt eredményes. 1975-ben a Manchester United szerződtette. 1975. március 1-jén mutatkozott be egy Cardiff City elleni másodosztályú bajnokin és a szezon végén feljutottak az első osztályba. A klubot 1983-ig erősítette. A nevéhez 322 mérkőzés és 53 gól fűződik, egyszeres angol kupa és szuperkupa győztes. 

### A válogatottban
1977 és 1983 között 42 alkalommal szerepelt az angol válogatottban és 7 gólt szerzett. Részt vett az 1980-as Európa-bajnokságon és az 1982-es világbajnokságon.

### Edzőként
Edzői pályafutását a Crystal Palace csapatánál kezdte 1984-ben. Első időszakában 1993-ig volt a klub vezetőedzője, ezt követően 1994 és 1995, 1997 és 1998, illetve 1999 és 2000 között volt még a Crystal Palace edzője. 1996-ban rövid ideig a Manchester City, 2001 és 2002 között a Brentford, 2002 és 2003 között a Brighton & Hove Albion edzője volt. 2003-ban a Reading FC szerződtette. A 2005–06-os szezon végén csapatával megnyerte a másodosztályt és feljutottak a Premier League-be. A Reading-től 2009-ben távozott. 2010-ben a Bristol City csapatát irányította. 2012 és 2013 között a Crawley Town, majd 2013 és 2014 között a Portsmouth futballigazgatói posztját töltötte be.

## Sikerei, díjai

### Játékosként
Manchester United
- Angol másodosztályú bajnok (1): 1974–75
- Angol kupa (1): 1976–77
- Angol szuperkupa (1): 1977 (megosztva)

### Edzőként
Reading
- Angol másodosztályú bajnok (1): 2005–06